# 索菲娅·别鲁尔采娃
索菲娅·别鲁尔采娃（2000年11月6日—），哈萨克斯坦女子空手道运动员，2020年夏季奥运会女子61公斤以上级铜牌得主、2021年世界空手道锦标赛女子68公斤以上级铜牌得主、2022年亚洲运动会女子68公斤以上级金牌得主。